# Rhinanthus apterus
Rhinanthus apterus là loài thực vật có hoa thuộc họ Cỏ chổi. Loài này được Ostenf. miêu tả khoa học đầu tiên.